# 犬威赤彦
犬威 赤彦（いぬい せきひこ、3月26日 - ）は、日本の漫画家であり、また同人作家でもある。

## 略歴
1997年のコミックマーケット（冬）にサークル名「MIX-ISM（みきしずむ）」でデビュー。

## 人物
趣味はパンク・ロック鑑賞で、実在のバンドグッズが小道具として描かれていたり、曲名の引用がなされるなど作品を通してパンク好きをアピールしている。しかしデビュー当時はL'Arc〜en〜Cielなどビジュアル寄りのバンドに傾倒しており、単行本の作品解説にて、その当時の趣味を恥じるようなコメントを残している。

## 作品リスト
- 『Fiesta!!』コアマガジン〈ホットミルクコミック〉、2003年7月発行、ISBN 4-87734-642-2
- 『こみっくパーティー』メディアワークス〈電撃コミックス〉全5巻（『月刊コミック電撃大王』2001年1月号 - 2005年3月号）
- 『MURDER PRINCESS』メディアワークス〈電撃コミックス〉全2巻（『電撃帝王』連載）
- 『幻想主義』角川書店〈角川コミックス・エース〉、2006年4月発行、ISBN 4-04-713812-6
- 『RATMAN』角川書店〈角川コミックス・エース〉全12巻（『月刊少年エース』2007年8月号 - 2013年8月号）
- 『デート・ア・ライブ 十香デッドエンド』KADOKAWA〈角川コミックス・エース〉全3巻（原作：橘公司、キャラクター原案：つなこ、『月刊少年エース』2014年1月号 - 2014年12月号）
- 『THIS IS IT! 制作進行東雲次郎』KADOKAWA〈角川コミックス・エース〉全3巻（原作：百瀬祐一郎、『コミックNewtype』2020年10月27日[1] - 2021年10月26日）
- 『アラサーがVTuberになった話。』KADOKAWA〈カドコミ〉既刊3巻（原作：とくめい、キャラクター原案：カラスBTK、『カドコミ』2024年5月25日 - 連載中）